# Coplas por la muerte de su padre

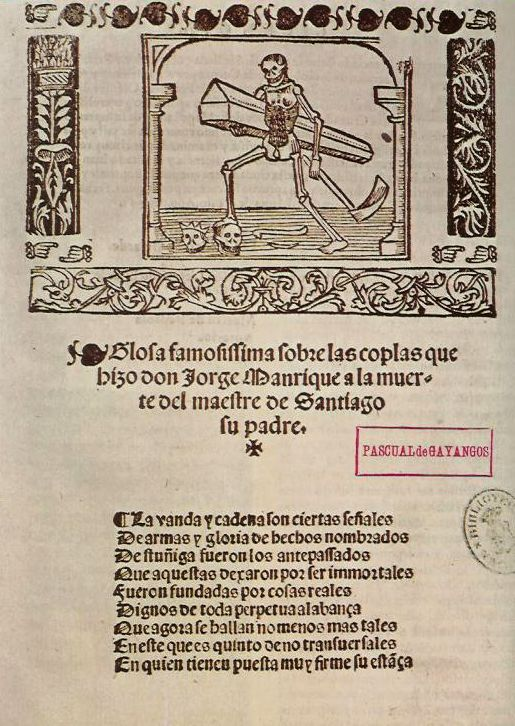
Reproducció de la primera pàgina de les Coplas de Jorge Manrique.

"Coplas por la muerte de su padre" és una elegia escrita per Jorge Manrique a finals del segle xv dedicada al seu pare. És una de les obres cabdals de la literatura espanyola, i un dels exemples paradigmàtics del tòpic literari ubi sunt.
Es tracta d'una composició que estremeix per la freda brillantor de l'anàlisi, per la constatació del desengany i de la corrupció de tot el vivent, i no una obra que emociona pel sentiment adolorit del fill o la seva pena insuportable.
La veu de Manrique ressona greu i profunda, potent, vivaç i expressiva, les mateixes metàfores es materialitzen, al mateix temps que s'ensorra l'esperança. Consisteix, segons Salinas, en la vivència de l'eterna oposició entre temporalitat i eternitat. Es poden qualificar las Coplas com un sermó funeral, on ja des del principi es percep el to d'exhortació.
Recuerde el alma dormida
avive el seso y despierte
contemplando
como se pasa la vida
como se viene la muerte,
tan callando;
cuán presto se va el placer,
cómo, después de acordado,
da dolor;
cómo, a nuestro parecer,
cualquiera tiempo pasado,
fue mejor.
El peu trencat, el "contemplando", al mateix temps que exhortatiu també ens convida a la meditació i en actuar de passarel·la ens transporta a l'objecte de la contemplació estimada pel poeta: "com es passa la vida". A les Coplas es troba la gran igualadora, la gran justiciera: la mort, que acaba per ensenyorir-se de tot. Al final de la composició, la Mort es dirigeix cavallerosament al Mestre, en un diàleg digne d'un llibre de cavalleries:
Buen caballero
dejad el mundo engañoso
y su halago.
Més que la glòria en sentit cristià, el poeta es decanta per l'extensió de la fama en aquest món:
que aunque la vida perdió
dejónos harto consuelo
su memoria.
Las Coplas es divideixen en tres parts:
1. vida terrenal (I-XIV)
2. vida eterna (XV-XXIV)
3. vida de la fama (XXV-XL)

En qualsevol cas, caldria preguntar-se si viure no és navegar sobre el temps, sobre el vent, per acabar ancorant al port de la mort, el darrer i definitiu port on s'amarren les il·lusions perdudes i l'oblit de tot allò mundà.